# Teoria stanu stacjonarnego (chemia)
Teoria stanu stacjonarnego, teoria stanu ustalonego, przybliżenie stanu stacjonarnego, przybliżenie Bodensteina – założenie upraszczające rozwiązywanie niektórych równań kinetycznych reakcji chemicznych. Teoria ta zakłada, że stężenie produktów pośrednich w reakcjach następczych jest stałe i jednocześnie pomijalnie małe w porównaniu do stężeń substratów i produktów.
Ma ona zastosowanie na przykład w przypadku reakcji, której mechanizm jest następujący:
{\displaystyle \mathrm {S\rightleftarrows PP\to P} ,}
przy czym szybkości poszczególnych reakcji elementarnych opisują stałe szybkości reakcji {\displaystyle k_{1},} {\displaystyle k_{2}} i {\displaystyle k_{3}{:}}
{\displaystyle \mathrm {S{\xrightarrow {k_{1}}}PP\qquad \quad S{\xleftarrow {k_{2}}}PP\qquad \quad PP{\xrightarrow {k_{3}}}P} }
gdzie:
{\displaystyle \mathrm {S} } – substrat,
{\displaystyle \mathrm {PP} } – produkt pośredni,
{\displaystyle \mathrm {P} } – produkt końcowy.
Zakładając, że stężenie produktu pośredniego ustala się szybko na bardzo niskim poziomie, można zapisać kinetyczny warunek takiej sytuacji (zmiana stężenie produktu pośredniego w czasie jest równa 0):
{\displaystyle {\frac {d\operatorname {[PP]} }{dt}}=k_{1}\operatorname {[S]} -\,k_{2}\operatorname {[PP]} -\,k_{3}\operatorname {[PP]} =0,}
stąd:
{\displaystyle \operatorname {[PP]} ={\frac {k_{1}\operatorname {[S]} }{k_{2}+k_{3}}}.}
Podstawiając powyższe wyrażenie do równania opisującego szybkość reakcji:
{\displaystyle v=k_{3}\operatorname {[PP]} ,}
otrzymuje się wzór:
{\displaystyle v={\frac {k_{1}k_{3}\operatorname {[S]} }{k_{2}+k_{3}}},}
w którym występuje tylko stężenie substratu, a nie występuje trudne (lub niemożliwe) do praktycznego zmierzenia stężenie produktu przejściowego.